# ریدور هیبینگ (مینه‌سوتا)
ریدور هیبینگ (به انگلیسی: Redore) یک منطقهٔ مسکونی در ایالات متحده آمریکا است که در هیبینگ، مینه‌سوتا واقع شده‌است. ریدور هیبینگ ۴۴۸٫۹۸ متر بالاتر از سطح دریا واقع شده‌است.